# Dybesø
Dybesø er en 18,5 hektar stor sø beliggende i Odsherred Kommune. Søen er en afsnøret del af Kattegat og er trods navnet kun op til 2 meter dyb.
I den yngre Stenalder var her et sund, som, sammen med det nuværende Hovvig-område forbandt Kattegat med Isefjorden. 
En 1,9 kilometer lang sti fører rundt om søen.
Dybesø er en del af  Natura 2000-område nr. 153 Havet og kysten mellem Hundested og Rørvig.  I 1958 blev 13 hektar ved Dybesø fredet, og er nu en del af naturfredningen Korshage og Højsandet ved Rørvig.